# Центральное административное управление
Центральное административное управление (ЦАУ) НКВД РСФСР — создано в августе 1923 года. В нём были объединены Главное управление милиции (ГУМ), Центророзыск (ЦУУР) и Административный отдел НКВД. При этом численность сотрудников сократилась в два с лишним раза, а расходы на содержание — на 30 %.
ЦАУ состояло из 3 отделов: административного, милиции, уголовного розыска, а также секретариата. Их функции:
- административный отдел: административный надзор; административные меры воздействия; правовое положение иностранцев; контроль за деятельностью органов записи актов гражданского состояния.
- милиции: охрана правопорядка; проведение в жизнь законов и постановлений власти; ведомственная охрана; выдача удостоверений личности; наблюдение за работой адресных столов; разработка порядка несения службы личным составом; контроль за деятельностью арестных помещений при отделениях милиции.
- уголовного розыска: контроль за соответствующими отделами на местах; разработка методик; общий учёт; организация розыска в масштабах республики; выезд на места в помощь местным коллегам при наиболее сложных делах.

ЦАУ ликвидировано в декабре 1927 года. На его основе в НКВД сформированы 3 самостоятельных отдела: административного надзора, милиции и уголовного розыска.